# Jill Nord
Jill Nord, ursprungligen Nordin, född 17 mars 1973, är en svensk musiker, låtskrivare,  körledare samt sångpedagog.
Jill Nord studerade vid Musikhögskolan i Malmö, och blev under tidigt  1990-tal sångerska och låtskrivare i vokalgruppen MaJoy. Hon skrev oftast texter på engelska, och gav 2013 ut sitt första soloalbum Crowded Mind, som landade i genren pop (med influenser av jazz). 
Jill Nord har samtidigt varit en flitigt anlitad körsångerska till artister som Jerry Williams, Thomas Di Leva, Mats Ronander och Allsång på Skansen. 
I maj 2014 gav hon ut sin musik med svenska texter, EPn Och Jag Faller, där musikerna Peter Hallstöm, Sven Lindvall och Johan Lyander medverkade. 
I maj 2018 släpptes EPn Vaggvisa för Sömnlös, som Jill Nord Band. Titelspåret är även med på samlingsalbumet För Kärleks skull: Svenska artister tillsammans för Syriska barn på flykt, där även Simon Ådahl och Cyndee Peters medverkade.  Hon har startat ett samarbete med musikern Staffan Brodén som duon S T i L L, och släppte året 2020 två singlar, Håll mig och Mitt i Livet.
Jill Nord intervjuades i mars 2024 av Katarina Josephsson i programmet Andliga sånger i Sveriges Radio P2, och har bidragit med musik till Svenska Kyrkans album Pray for Europe.  

## Diskografi
- 2013 - Crowded Mind
- 2014 - Och Jag Faller (EP)
- 2018 - Vaggvisa för Sömnlös (EP)